# Највише на свету целом
„Највише на свету целом” је југословенска телевизијска серија снимљена 1994. године у продукцији ТВ Нови Сад.

## Улоге
| Глумац               | Улога                            |
| -------------------- | -------------------------------- |
| Стеван Гардиновачки  | Милош Муцула (5 еп. 1994)        |
| Владислав Каћански   | Дејан (5 еп. 1994)               |
| Александра Плескоњић | Весна (5 еп. 1994)               |
| Тихомир Илић         | Унук Милош (5 еп. 1994)          |
| Раде Којадиновић     | Тоза Бурек (3 еп. 1994)          |
| Предраг Момчиловић   | Лука (3 еп. 1994)                |
| Стеван Шалајић       | Веснин отац (3 еп. 1994)         |
| Добрила Шокица       | Веснина мајка (3 еп. 1994)       |
| Велимир Животић      | Моша (3 еп. 1994)                |
| Михајло Плескоњић    | (2 еп. 1994)                     |
| Ева Рас              | Мошина жена (2 еп. 1994)         |
| Новак Билбија        | Судија (1 еп. 1994)              |
| Бранка Шелић         | Васпитачица (1 еп. 1994)         |
| Павле Вујичић        | Председник комисије (1 еп. 1994) |

Комплетна ТВ екипа ▼
| Редитељ            | Карољ Вичек      | (5 еп. 1994)                           |
| Сценариста         | Синиша Ковачевић | (5 еп. 1994)                           |
| Менаџер продукције | Срђан Илић       | директор филма (непознат број епизода) |